# Amarasi jezik
Amarasi jezik (ISO 639-3: aaz; timor amarasi), jezik istoimenog plemena s otoka Timor u Malom Sundskom otočju (Nusa Tenggara), Indonezija. Govori ga oko 50 000 ljudi (1997 C. Grimes, Therik, B. D. Grimes, Jacob) od 60 000 etničkih (2001 C. Grimes) Amarasija, ogranak naroda Atoni čiji se jezik zove uab meto. 
Donedavno se klasificirao zapadnotimorskoj podskupini (sada nepriznatoj) a danas centralnoj ekstra-ramelajskoj. Postoji više dijalekata kotos, ro'is, ro'is tais nonof i ro'is hero (kopa). Neki su bilingualni u indonezijskom. Pismo: latinica na dijalektu kotos.

## Vanjske poveznice
- Ethnologue (14th)
- Ethnologue (15th)